# Staurastrum arcuatum
Staurastrum arcuatum là một loài Song tinh tảo trong họ Desmidiaceae, thuộc chi Staurastrum.